# Struthanthus tacanensis
Struthanthus tacanensis är en tvåhjärtbladig växtart som beskrevs av Cyrus Longworth Lundell. Struthanthus tacanensis ingår i släktet Struthanthus och familjen Loranthaceae. Inga underarter finns listade i Catalogue of Life.